# Cyclura rileyi
Cyclura rileyi є критично загрожених видом ящірок родини ігуанових. Цей вид поширений на трьох острівних групах Багамських островів, і його кількість скорочується через порушення середовища існування внаслідок розвитку людини та хижацтва здичавілих собак і котів.

## Опис
Довжина від морди до живота у дорослому стані становить від 300 до 390 мм. Це різнокольорова ящірка, забарвлення якої різниться між підвидами, а також між окремими екземплярами. Колір спини ящірки може варіюватися від червоного, помаранчевого або жовтого до зеленого, коричневого або сірого, зазвичай із темнішими візерунками. Найяскравіші кольори (червоний, помаранчевий, синій або жовтий) зазвичай демонструються лише самцями та є більш виразними при високій температурі тіла. У незрілих ігуан відсутні ці яскраві кольори, вони або суцільно-коричневі, або сірі зі слабкими трохи темнішими смугами.
Цей вид, як і інші види Cyclura, є статевим диморфом; самці більші за самок і мають більш помітні спинні гребені, а також більші стегнові пори на стегнах, які використовуються для вивільнення феромонів.

## Дієта
Як і всі види Cyclura, дієта в основному травоїдна, 95% якої складається зі споживання листя, квітів і плодів 7 різних видів рослин, таких як приморський кам'яний чагарник (Rachicallis americana) і опунція (Opuntia stricta). Цей раціон дуже рідко доповнюють личинками комах, крабами, слимаками, мертвими птахами та грибами.